# 998 (liczba)
998 (dziewięćset dziewięćdziesiąt osiem) – liczba naturalna następująca po 997 i poprzedzająca 999.

## W matematyce
- największa trzycyfrowa liczba parzysta[1]
- liczba półpierwsza[2] (stanowi iloczyn liczb pierwszych 2 oraz 499)
- liczba wesoła[3]

## W astronomii
- planetoida (998) Bodea
- galaktyka spiralna z poprzeczką NGC 998

## W innych dziedzinach
- dawny numer alarmowy Państwowej Straży Pożarnej — obecnie przekierowywany do centrum powiadamiania ratunkowego (numer alarmowy 112)
- telefoniczny kod krajowy Uzbekistanu
- linia autobusowa w Chorzowie (Klimzowiec Racławicka – Chorzów Gwarecka)[4]
- linia kolejowa w Szczecinie (Szczecin Wstowo – Elektrownia Pomorzany)